# Scottish National League 2004/05
Die Saison 2004/05 war die Austragung der höchsten schottischen Eishockeyliga, der Scottish National League. Die Ligadurchführung erfolgt durch die Scottish Ice Hockey Association, den schottischen Verband unter dem Dach des britischen Eishockeyverbandes Ice Hockey UK.

## Modus
Alle Mannschaften spielten eine einfache Runde mit Hin- und Rückspiel.

## Hauptrunde
Abschlusstabelle
| Platz | Mannschaft               | Spiele | S  | U | N  | Tore   | Punkte |
| ----- | ------------------------ | ------ | -- | - | -- | ------ | ------ |
| 1.    | Dundee Stars             | 16     | 14 | 1 | 1  | 118:32 | 29     |
| 2.    | Solway Sharks            | 16     | 12 | 2 | 2  | 145:34 | 26     |
| 3.    | Edinburgh Capitals (SNL) | 16     | 11 | 1 | 4  | 84:31  | 23     |
| 4.    | Paisley Pirates          | 16     | 9  | 1 | 6  | 85:47  | 19     |
| 5.    | North Ayrshire Wild      | 16     | 8  | 2 | 6  | 79:54  | 18     |
| 6.    | Kirkcaldy Kestrels       | 16     | 6  | 0 | 10 | 59:112 | 12     |
| 7.    | Dundee Tigers            | 16     | 4  | 1 | 11 | 46:113 | 9      |
| 8.    | Moray Typhoons           | 16     | 3  | 2 | 11 | 62:87  | 8      |